# Ducati 998
La 998 è un modello di motocicletta della Ducati è l'ultimo della famiglia di cui fanno parte anche 916 - 996 pluripremiate nei vari campionati mondiali superbike.

## Il contesto
Ultima evoluzione della serie, monta il motore Testastretta a 4 valvole che successivamente equipaggerà la serie 999.
La base di partenza è il progetto originale 916 strada di Massimo Tamburini e Sergio Robbiano che ha dato origine alla famiglia superbike, con tutte le evoluzioni tecniche che ci sono state a partire dal 1994, mantenendo tutto ciò che è caratterizzante per Ducati: telaio a traliccio ad alta rigidità torsionale, distribuzione desmodromica, motore bicilindrico e frizione a secco.

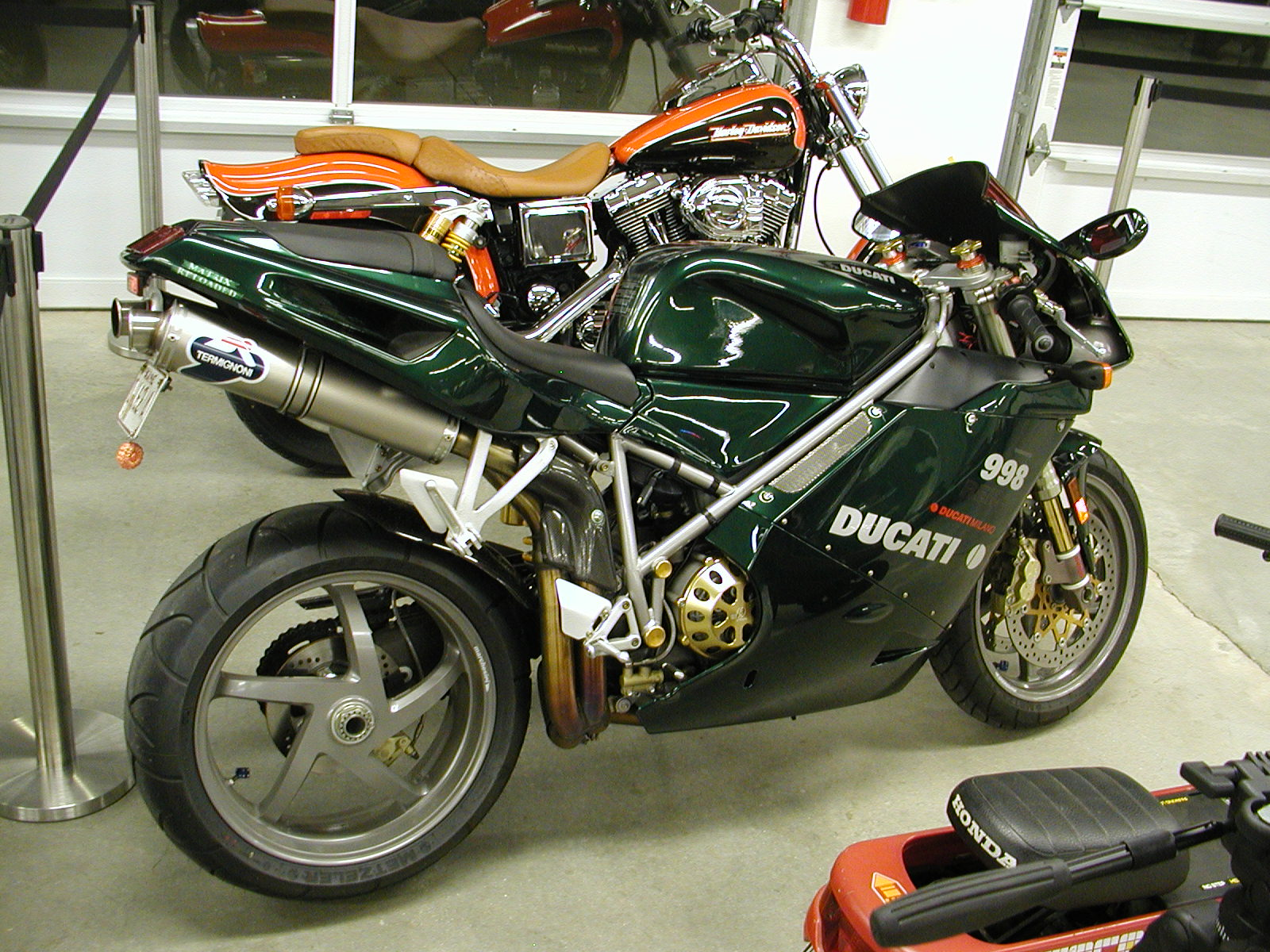
Ducati 998 Matrix

Esteticamente si differenzia dalle precedenti 916 e 996 per le carenature laterali lisce, senza gli sfoghi per il radiatore, che sono stati ricavati nella parte di carenatura più alta, vicino al telaio.
Rispetto ai modelli del 2001, serie 748 e 996 ad eccezione della 996R, non presenta più gli adesivi rappresentativi delle varie versioni sulla parte bassa del tratto terminale del codone. Il riconoscimento è ora possibile direttamente tramite gli adesivi sulla parte alta della carenatura, subito al di sotto della zona di passaggio dei condotti di aspirazione. Sulla coda è ora possibile leggere «Ducati Superbike».
Prodotta nelle consuete versioni base, S ed R, monta in quest'ultima il Testastretta di ultima generazione con carter fusi in terra, coppa bassa e nuovo rapporto alesaggio/corsa di 104,0 x 58,8 mm, in seguito ereditato dalla 999R.
Le versioni "S" ed "R" della 998 sono accessoriate inoltre con un sottocarena in carbonio, volto a contenere (e coprire) la parte del motore che ha fatto assumere allo stesso il nome di "coppa bassa". La spiegazione di questa denominazione è riportata a seguire nella sezione relativa al motore.
Nel 2004 è stata prodotta anche una versione speciale chiamata Ducati 998 Matrix Reloaded (o semplicemente Matrix), ispirata al film Matrix Reloaded; in realtà nella succitata pellicola fu utilizzata una 996, ma poiché era ormai fuori produzione, fu messa in vendita la 998 che monta, dunque, carenature come quelle del film: un colore verde scuro, simile a una corazza di scarabeo.
Altre versioni speciali proposte sono state le replica Bostrom e Bayliss in onore dei piloti della casa che competevano nel mondiale superbike del periodo.

## Il motore
Il motore è un bicilindrico a L di 90° a iniezione a 4 valvole, raffreddato a liquido. Rispetto al precedente ha un Rapporto alesaggio/corsa modificato con un aumento del primo che garantisce un maggior bilanciamento dell'albero motore.
Il metodo comunemente impiegato per supportare gli alberi a camme è tramite cuscinetti a sfera, sostituiti, in questo caso, da cuscinetti a strisciamento lubrificati.
Le versioni "S" ed "R" della 998 sono equipaggiate con il Testastretta a "coppa bassa": la parte inferiore dei semicarter motore assume una forma piramidale rovesciata, con punta verso il basso. Questo permette di spremere maggiormente il motore anche nelle fasi estreme di guida su pista, quali staccate, pieghe ed impennate, continuando ad assicurare una lubrificazione ottimale grazie al maggior pescaggio della pompa dell'olio permesso dalla forma dei carter.
Il nome Testastretta è invece conferito al motore dalla sensibile riduzione degli ingombri delle testate: i gruppi termici hanno infatti una sezione trasversale sensibilmente ridotta rispetto al predecessore, il desmoquattro. Tutte le innovazioni portano infatti alla riduzione della distanza tra le valvole, diminuendo l'angolo tra quelle di aspirazione e quelle di scarico, consentendo l'uso di valvole di maggiori dimensioni, la modifica della forma della camera di combustione e la maggior rettilineità dei condotti di aspirazione e scarico, per ottenere migliore riempimento del cilindro, soprattutto a regimi elevati.

## La ciclistica
Viene impiegato anche in questa moto il telaio in traliccio di tubi a spessore differenziato, che caratterizza tutta la produzione della casa di Borgo Panigale, assicurando rigidità, stabilità e un gran feeling al manubrio. Il telaio è supportato da monoammortizzatore posteriore Ohlins con regolazione di compressione ed estensione idraulica, precarico molla e altezza variabile, forcella anteriore Showa o Ohlins (a seconda delle versioni) con regolazione di precarico molla, compressione e ritorno idraulico. I cerchi sono di produzione Marchesini in lega ultra leggera; l'impianto frenante, fornito dalla Brembo, fa parte della serie oro con pinze a 4 pistoncini.

## La 998 nelle competizioni
La 998 è stata schierata, unitamente alla 996, nel Campionato mondiale Superbike 2002 dove la Ducati al termine della stagione conquista il titolo mondiale dei costruttori e sfiora anche il titolo piloti con l'australiano Troy Bayliss, battuto da Colin Edwards solo alle ultime battute.
La moto venne presentata anche al Tourist Trophy del 2002 e del 2003, nel 2003 venne guidata da John McGuinness del team Monstermob, mentre altre due 998 vennero guidate da Thomas Montano e Steve Linsdell, per vedere il ritorno di una Ducati (gestita da un team privato) in tale competizione bisognerà aspettare il 2010 con la Ducati 1098R.